# Tătărești, Strășeni
Tătărești este un sat din raionul Strășeni, Republica Moldova.
Toponimul Tătărești provine de la numele de familie Tătaru, cu sufixul românesc -ești.
Distanța până la centrul raional Strășeni este de 10 km pe șosea, iar până la Chișinău de 33 km.

## Istorie
Despre Tătărești, pentru prima dată se pomenește într-un hrisov al lui Petru Rareș, în 1528:
„Cu mila lui Dumnezeu, noi Petru voievod domn al Țării Moldovei. Precum au venit înaintea noastră și înaintea boierilor noștri ai Moldovei Ana, fata Șăndrii, nepoata lui Martin și de a ei buna voie, de nimeni silită, nici asuprită și au vândut a sa dreapta ocină și uric a moșului ei Martin și din ispisoc ci l-a avut el dela cei mai dinainte de noi, Ilieș și Ștefan voievod, o bucată de pământ din hotarul satului ei din Tutovinești, slugilor noastre, Oanii și fraților ei Iuri și lui Ion, drept 120 zloți tătărești. ...

...

Iar hotarul acestei bucăți di loc di pământ, ci-i din hotarul satului din Tutovinești, s'ar fi începând din capătul pârâului a matcii țărinei până la capul pârlogului din vale, di acole la deal, până la hotarul Tătărăștilor, iară dinspre alte părți, după vechiul hotar, până unde s'au hrănit din vechiu.

...

Au scris Grigorie Bogzovici în Huși, 7036 (1528) Martie 1.”
Este posibil ca Tătărești să se fi înființat în locul (valea) Tutoveni (în hrisovul citat mai sus este numit „Tutovinești”), care se află peste deal de Tătărești, spre satul vecin Recea. O lespede de piatră pe un mormânt, cu inscripția: „Здеси покоится прах Стефана Столновского и жены его Ларисы, 1800, Тутовень” („Aici odihnește Ștefan Stolnovski și soția sa Larisa, 1800, Tutoveni”), există și astăzi în cimitirul satului și poate constitui un argument că în valea Tutoveni au existat case de locuit. În arhive se mai găsește și un document referitor la familia Marzenco – o gramotă de mazilire a lui Ștefan Marzenco, care a primit titlul de mazil în anul 1835.

## Administrație și politică
Componența Consiliului local Tătărești (9 consilieri), ales la 5 noiembrie 2023, este următoarea:
|  | Partid                                        | Consilieri | Componență | Componență | Componență |
|  | --------------------------------------------- | ---------- | ---------- | ---------- | ---------- |
|  | Partidul Acțiune și Solidaritate              | 3          |            |            |            |
|  | Candidat independent ELENA PLATIȚA            | 1          |            |            |            |
|  | Partidul Socialiștilor din Republica Moldova  | 2          |            |            |            |
|  | Candidat independent VASILE GRIȚCU            | 1          |            |            |            |
|  | Partidul Dezvoltării și Consolidării Moldovei | 1          |            |            |            |
|  | Partidul Comuniștilor din Republica Moldova   | 1          |            |            |            |